# 千葉セントラルタワー
千葉セントラルタワー（ちばセントラルタワー）は、千葉県千葉市中央区に所在する超高層マンション。

## 概要

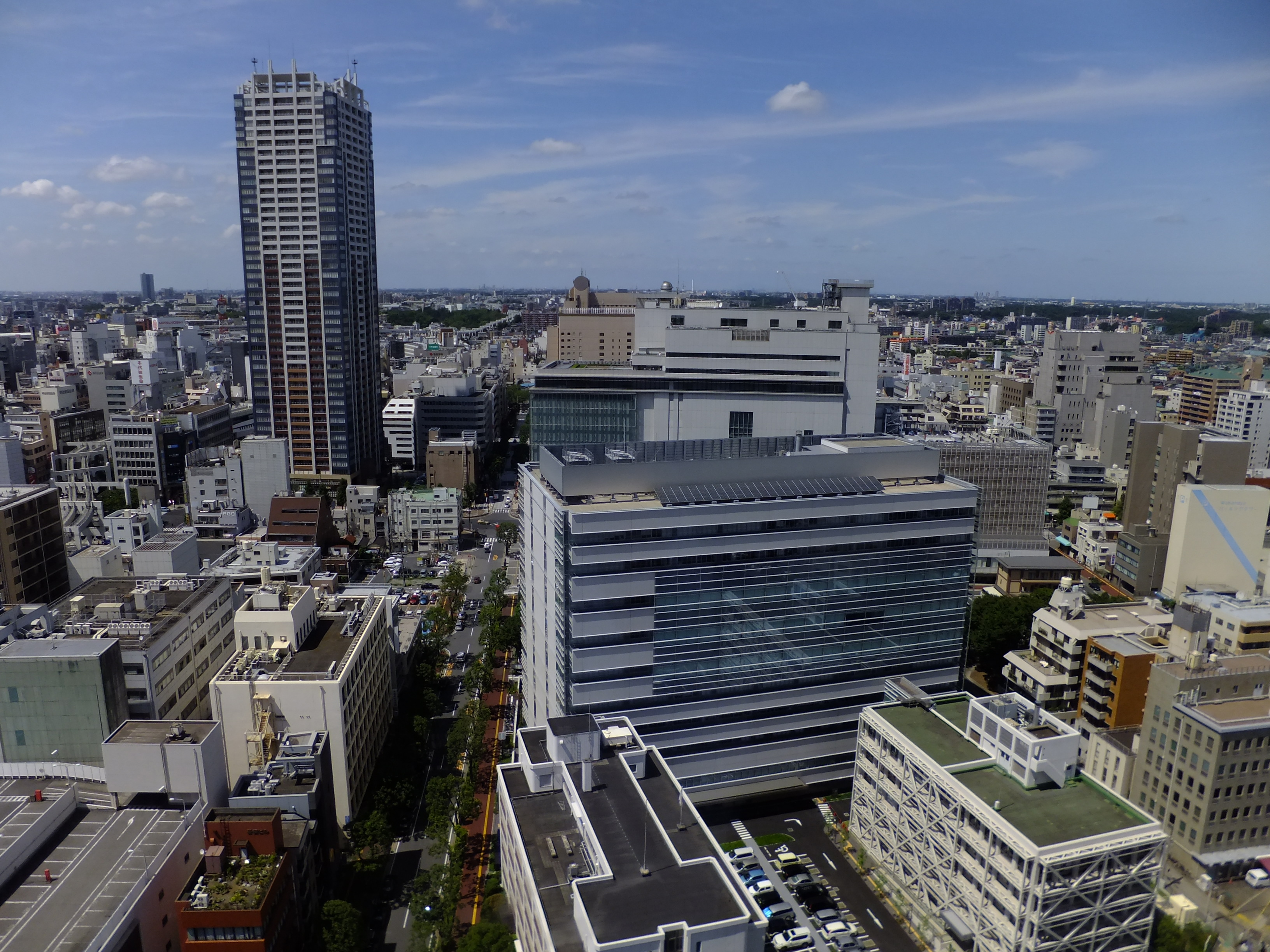
千葉県庁本庁舎より望む千葉セントラルタワー周辺

千葉市が推進する千葉中央第六地区第一種市街地再開発地区（現在のQiball周辺）に近接したセントラルプラザ跡地の再開発事業によって建設された。千葉市総合設計制度が適用され、建物の周辺に広場や緑地などの公開空地を設けて地域に開放している。
設計・監理は入江三宅設計事務所、施工は錢高組、売主はオリックス不動産、売主・販売提携（代理）はニチモ、販売提携（副代理）はライフステージ、企画協力は三井不動産リアルティが行っている。
共同住宅と商業施設からなり、オール電化と免震構造（CCT）を採用した地上43階建て全436戸の超高層マンションとなっている。建築規模は、鉄筋コンクリート構造地下1階 - 地上43階建て1 - 2階には商業施設やカルチャー施設が入り、3階は651台を収容する駐輪場やシアタールーム、集会室などを整備し、4 - 43階を分譲マンションとする。また、屋上階とペントハウス階には、市内を一望できる屋上庭園（エアガーデン）を配置している。駐車場はタワー式駐車場3基とし、建物の中心部に2基、外部に1基を設置している。総収容台数は264台とし、駐車場の出入口は北側のみに配置する。駐車場の高さは地上32階までとし、その上部（33 - 43階）は吹き抜けとなっている。

## 施設
- 住戸：434戸
- ゲストルーム：4室
- 店舗：5区画
- 駐車場・駐輪場：タワー式駐車場3基（264台）、駐輪場（651台）
- その他：屋上庭園、シアタールーム、カルチャー施設、集会室

## 歴史
- 2006年（平成18年）3月1日 - 着工[6]。
- 2009年（平成21年）
  - 2月 - 竣工。
  - 3月 - 入居開始。

## アクセス

### 公共交通機関
- 千葉都市モノレール 葭川公園駅 徒歩約2分
- 京成電鉄 千葉中央駅 徒歩約4分
- JR東日本・千葉都市モノレール・京成電鉄 千葉駅（京成千葉駅） 徒歩約10分

### 自動車
- 最寄りのインターチェンジ
  - 千葉東金道路 千葉東インターチェンジ（千葉東ジャンクション）
  - 京葉道路 貝塚インターチェンジ